# Richard Griffiths
Richard Griffiths, född 31 juli 1947 i Thornaby-on-Tees, North Yorkshire, död 28 mars 2013 i Coventry, West Midlands, var en brittisk skådespelare. 
Han hade många roller inom varierande områden som tv, teater, film och radio. Han har bland annat vunnit en Tony Award för Bästa manliga skådespelare för sin roll i The History Boys. För många var han dock mest känd för rollen som Vernon Dursley i Harry Potter-filmerna . Han var också känd för sin roll som Uncle Monty i Withnail and I.
Han var även med i Pirates of the Caribbean - I främmande farvatten som kung George II, vilket var ungefär 1 år innan han blev sjuk.
Griffiths dog den 28 mars 2013 till följd av komplikationer efter en hjärtoperation.

## Filmografi (i urval)
- 1975 – The Five Minute Films
- 1978 – The Comedy of Errors
- 1982 – Gandhi
- 1982 – Hoppsan, vem tryckte på knappen?
- 1983 – Gorkijparken
- 1983 – Greystoke: Legenden om Tarzan, apornas konung
- 1984 – Svinaktiga affärer
- 1987 – Withnail och jag
- 1989 – Goldeneye: The Secret Life of Ian Fleming
- 1991 – Den nakna pistolen 2 ½: Doften av rädsla
- 1991 – Kung Ralph
- 1992 – Panik på hotellet
- 1995 – Funny Bones
- 1999 – Sleepy Hollow
- 2000 – Gormenghast
- 2000 – Vatel
- 2001 – Harry Potter och de vises sten
- 2002 – Harry Potter och hemligheternas kammare
- 2002 – Jeffrey Archer: The Truth
- 2004 – Harry Potter och fången från Azkaban
- 2004 – Stage Beauty
- 2005 – Bleak House (TV-serie)
- 2006 – Venus
- 2006 – Wild Generation
- 2007 – Ballet Shoes
- 2007 – Harry Potter och Fenixorden
- 2008 – Bedtime Stories
- 2008 – A Muppets Christmas: Letters to Santa
- 2010 – Harry Potter och dödsrelikerna – Del 1
- 2011 – Pirates of the Caribbean: I främmande farvatten
- 2011 – Hugo Cabret
- 2012 – Private Peaceful
- 2012 – The Hollow Crown (TV-serie)
- 2013 – About Time